# Тревор Дейлі
Тревор Дейлі (англ. Trevor Daley; 9 жовтня 1983, м. Торонто, Канада) — канадський хокеїст, захисник.
Виступав за «Су-Сент-Марі Грейхаундс» (ОХЛ), «Даллас Старс», «Юта Гріззліc» (АХЛ), «Гамільтон Буллдогс» (АХЛ), «Чикаго Блекгокс», «Піттсбург Пінгвінс», «Детройт Ред-Вінгс». 
В чемпіонатах НХЛ — 1058 матчів (89+220), у турнірах Кубка Стенлі — 71 матч (6+12). 
У складі національної збірної Канади учасник чемпіонату світу 2006 (7 матчів, 0+1)
Досягнення
- Володар Кубка Стенлі (2016, 2017)

Родина
Син Тревор Дейлі молодший та племінник Ліам Гаррі теж хокеїсти.